# Joaquina Dura
Joaquina Dura (* 14. Mai 2005) ist eine argentinische Leichtathletin, die im Hoch- und Dreisprung an den Start geht.

## Sportliche Laufbahn
Erste internationale Erfahrungen sammelte Joaquina Dura im Jahr 2021, als sie bei den U20-Südamerikameisterschaften in Lima mit übersprungenen 1,73 m die Bronzemedaille im Hochsprung gewann und im Weitsprung mit 5,53 m den vierten Platz belegte. Zudem gelangte sie mit der argentinischen Mixed-Staffel über 4-mal 400 Meter mit 3:47,67 min auf Rang vier. Anschließend siegte sie bei den U18-Südamerikameisterschaften in Encarnación mit 12,52 m im Dreisprung und sicherte sich mit 1,63 m die Bronzemedaille im Hochsprung. Im Dezember startete sie im Dreisprung bei den erstmals ausgetragenen Panamerikanischen Juniorenspielen in Cali und gelangte dort mit 12,37 m auf Rang zehn. Im Jahr darauf gewann sie bei den Jugend-Südamerikaspielen in Rosario mit 1,69 m die Bronzemedaille im Hochsprung und sicherte sich mit 12,54 m die Silbermedaille im Dreisprung. Anschließend gewann sie bei den U18-Südamerikameisterschaften in São Paulo mit 12,19 m die Silbermedaille im Dreisprung und wurde im Hochsprung mit 1,55 m Achte. Daraufhin wechselte sie ihre Ausrichtung und fokussiert sich auf den Mittelstrecken- und Hindernislauf. 2024 belegte sie bei den U20-Südamerikameisterschaften in Lima in 11:14,81 min den vierten Platz über 3000 m Hindernis.
2022 wurde Dura argentinische Meisterin im Dreisprung.

## Persönliche Bestleistungen
- 3000 m Hindernis: 11:00,56 min, 13. April 2024 in Mar del Plata
- Hochsprung: 1,73 m, 10. Juli 2021 in Lima
- Weitsprung: 5,70 m (+1,4 m/s), 1. November 2019 in Córdoba
- Dreisprung: 12,72 m (0,0 m/s), 5. September 2021 in Posadas (argentinischer U20-Rekord)